# Peter Stein

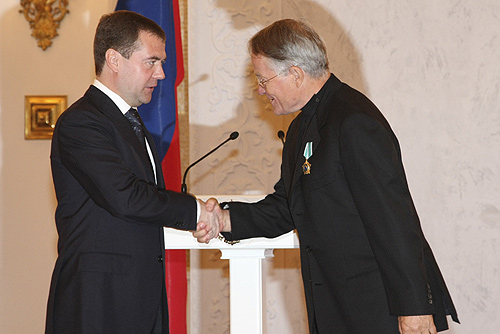
Peter Stein w 2008 odznaczany Orderem Przyjaźni

Peter Stein (ur. 1 października 1937 w Berlinie) – niemiecki reżyser teatralny i operowy. Związany z berlińskim teatrem Schaubühne.
W 1989 r. laureat Nagrody Goethego. W 1993 r. laureat Nagrody Erazma. W 2011 r. laureat Europejskiej Nagrody Teatralnej. W 2011 odznaczony został Pour le Mérite za Naukę i Sztukę.